# Alfonso Gómez
Alfonso Salvador Gómez Becerra (ur. 28 października 1980 w Guadalajarze) – meksykański zawodowy bokser.

## Kariera zawodowa
Zawodowo walczy od 2001 roku. W 2004 roku wziął udział w bokserskim reality show The Contender, w którym zajął trzecie miejsce. Po opuszczeniu programu, w latach 2005-2007 wygrał sześć walk, w tym przed czasem z byłym mistrzem wagi lekkopółśredniej Arturo Gattim. Dzięki temu 12 kwietnia 2008 roku zmierzył się w Atlantic City z Miguelem Angelem Cotto o mistrzostwo świata World Boxing Association w wadze półśredniej. Przegrał przez TKO, nie wychodząc do szóstej rundy.
20 marca 2015 w Indio w Kalifornii wygrał jednogłośnie na punkty z Japończykiem Yoshihiro Kamegai (25-3-1, 22 KO). Po dziesięciu rundach sędziowie zgodnie wskazali na Meksykanina, w stosunku 98:91.